# Macroglossum queenslandi
Macroglossum queenslandi är en fjärilsart som beskrevs av Clark 1927. Macroglossum queenslandi ingår i släktet Macroglossum och familjen svärmare. Inga underarter finns listade i Catalogue of Life.